# 초신성잔해

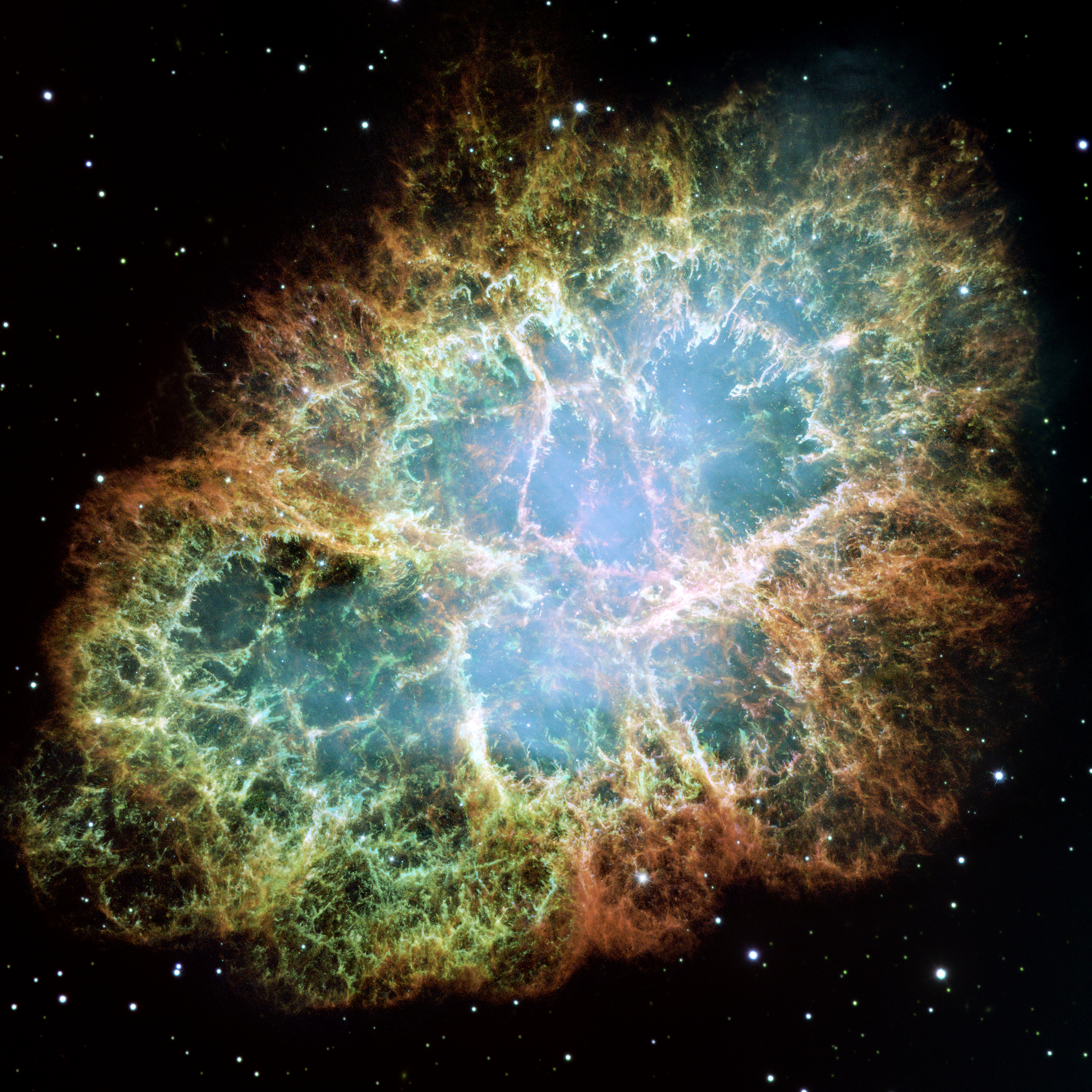
SN 1054 잔해 (게성운).

초신성 잔해(超新星 殘骸, Supernova remnant; SNR)는 초신성 폭발로 인해 형성된 별의 잔해이다. 초신성 잔해는 폭발로 인해 방출되는 물질로 이루어져 팽창하고 있는데, 이것이 바깥으로 퍼져나가면서 성간 물질과의 충돌하여 성간 물질을 밀어내며, 그로 인해 발생하는 충격파를 통해 경계가 형성된다.
초신성으로의 경로로는 두가지의 유형이 있는데, 무거운 별의 연료가 고갈되면서 별의 중심핵에서 핵융합 에너지의 발생이 중단되어 자체 중력에 의해 안쪽으로 붕괴하여 중성자별이나 블랙홀을 형성하는 경우와, 백색왜성이 동반성으로부터 물질을 빼앗아 축적하다 어느 임계 질량에 이르러 열적 폭발을 겪는 경우이다.
이러한 초신성 폭발의 결과로, 빛의 속도의 10%에 해당하는 속도로 별을 구성하는 상당량의 또는 모든 물질들이 방출된다. 이러한 방출 속도는 음속을 크게 넘어서는데, 일반적인 성간 매질의 온도, 10,000 K일 때 초기의 마하수는 1,000 이상이다. 때문에 방출의 선두에는 강력한 충격파가 발생하여 밖으로 흐르는 플라스마를 수 백만 켈빈 정도까지 가열시킨다. 충격파는 시간에 따라 주위의 매질을 밀어내면서 점차 느려지게 되지만, 수백 또는 수천 년 동안 속도가 국지에서의 음속보다 느려지기 전까지 수십 파섹 이상으로 팽창하게 된다.
관측된 가장 어린 초신성 잔해 중 하나는 1987년 2월에 대마젤란 은하에서 발생했던 SN 1987A로부터 형성된 것이다. 다른 유명한 초신성 잔해로는 게성운과, 원형 폭발의 밝기를 기록했던 튀코 브라헤의 이름을 따 붙여진 튀코의 초신성 SN 1572의 잔해, 그리고 요하네스 케플러의 이름을 딴 케플러의 초신성 SN 1604의 잔해가 있다. 또한 우리은하에서 가장 어린 것으로 알려진 잔해로 은하 중심에서 발견된 G1.9+0.3이 있다.

## 초신성 잔해의 과정
SNR은 팽창하면서 다음과 같은 과정들을 겪는다.
1. 1. 잔해는 별 주위 물질 또는 성간매질을 밀어내기 전까지 자유롭게 팽창한다. 주변 기체의 밀도에 따라 수십에서 수백 광년까지 팽창할 수 있다.
2. 2. 잔해의 껍질은 별 주위 물질과 성간기체를 충격을 통해 밀어낸다. 이때부터 자체유사 분석법(self-similar analytic solution)을 통해 잘 모형화된 세도프-테일러 단계(Sedov-Taylor phase)가 시작된다. 강력한 충격파와 충격을 받은 뜨거운 기체로부터 밝은 엑스선 방출이 이루어진다.
3. 3. 잔해 껍질이 냉각되면서 뜨거운(수백만 켈빈) 내부를 둘러싸는 1 파섹 미만의 얇은 두께의 밀한(입방 미터 당 원자 100만~1억 개) 껍질이 형성된다. 이 단계는 압력 구동 껍질 밀기 단계(pressure-driven snowplow phase)라 불린다. 껍질은 이온화된 수소 및 산소 원자의 재결합을 통한 방출로, 가시광선 영역에서 뚜렷하게 보인다.
4. 4. 내부의 냉각이 이루어진다. 밀한 껍질은 자체의 운동량에 의해 관성으로 계속해서 팽창한다. 이 단계에서는 중성 수소 원자의 전파 방출이 가장 잘 보인다.
5. 5. 잔해와 주변의 성간매질의 병합이 이루어진다. 초신성 잔해가 주변 매질의 무작위 속도만큼 느려질 때, 이후 약 3만 년 간 잔해는 평범한 난류에 병합되여 자체의 잔여 운동 에너지를 난류에 전달하게 된다.

## 초신성 잔해의 유형
초신성 잔해는 다음과 같이 세가지 유형으로 나뉜다.
- 카시오페이아자리 A와 같은 껍질형
- G11.2-0.3 또는 G21.5-0.9와 같이 펄사풍 성운을 포함하는 합성형(composite) 껍질
- 전파 방출 껍질로 둘러싸인 중심에서 열적 엑스선 방출이 관측되는 혼합된 형태의 잔해. "열적 합성형"(thermal composite)이라 불리기도 한다. 여기서 열적 엑스선은 주로 초신성의 방출물 보다 그로 인해 밀려나가는 성간물질에서 방출된 것이다. 이러한 유형의 예로는 SNR W28과 W44가 있다. 혼란스럽게도, W44는 추가적으로 펄사와 펄사풍 성운까지 포함하고 있다. 그렇기 때문에 이 잔해는 "고전" 합성형과 열적 합성형 둘에 모두 포함된다.

## 우주선의 원인
초신성 잔해는 은하 우주선에 대한 주요 원인으로 간주된다.  우주선과 초신성 사이의 상관 관계는 1934년 발터 바데와 프리츠 쯔비키를 통해 처음으로 주장되었다. 1964년에는 비탈리 긴즈부르크와 세르게이 시로바츠키는 초신성 잔해 속의 우주선의 가속 효율이 10 퍼센트라면 우리은하의 우주선 손실률이 보상될 수 있음을 주장하였다. 이 가설은 엔리코 페르미의 생각에 따른 "충격파 가속"이라 불리는 특별한 기작을 통해 뒷받침 되었다.
실제로 엔리코 페르미는 1949년에 성간매질 속의 자성을 띠는 구름과 입자의 충돌을 통한 우주선의 가속에 관한 모형을 발표하였다. "이차 페르미 기작"(Second Order Fermi Mechanism)으로 알려져 있는 이 과정은 정면 충돌을 통해 입자가 막대한 에너지를 얻는 과정이다. 후에 성립된 모형에 따르면 페르미 가속이 공간 속을 나아가는 강력한 충격파를 통해 발생한다고 한다. 간헐적으로 충격파의 선두와 교차하는 입자들은 상당한 운동에너지를 얻게 된다. 이 과정은 "일차 페르미 기작"(First Order Fermi Machanism)으로 알려져 있다.
초신성 잔해는 초고에너지 우주선이 발생하는데 필요한 강력한 충격파를 만들어낸다. SN 1006 잔해에 대한 엑스선 관측을 통해 우주선의 원인과 일치하는 싱크로트론 방출이 보인다. 그러나 대략 1018 eV 이상의 에너지에 관해서는 초신성 잔해가 그러한 수준의 에너지를 충분히 만들어낼 수 없기 때문에 다른 기작이 요구된다.
초신성 잔해가 우주선을 PeV 수준의 에너지로 가속할 수 있는가는 아직까지 확실하지 않다. 이에 관해서는 후에 건설될 CTA가 도움을 줄 것이다.

## 갤러리

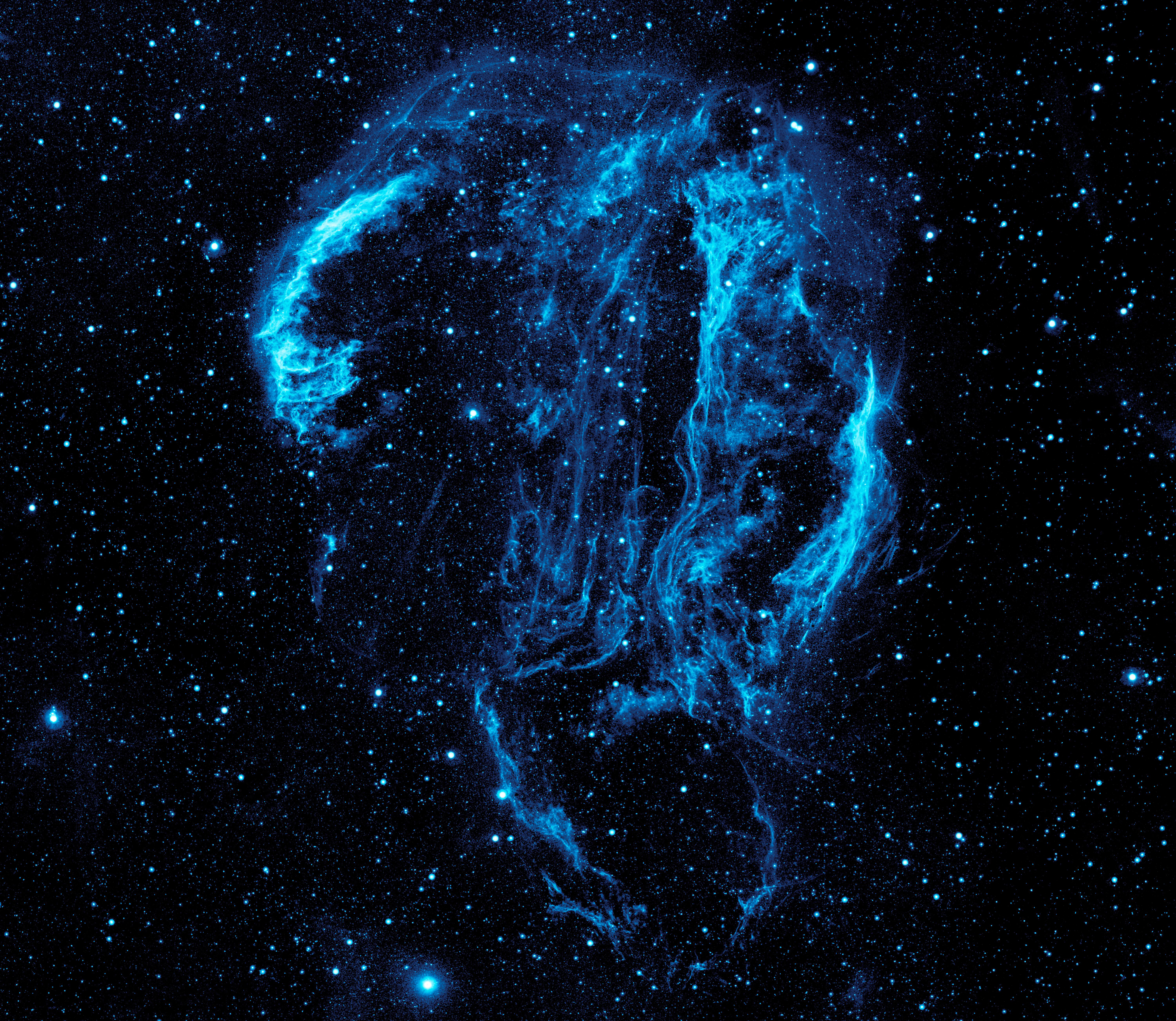
백조자리 고리
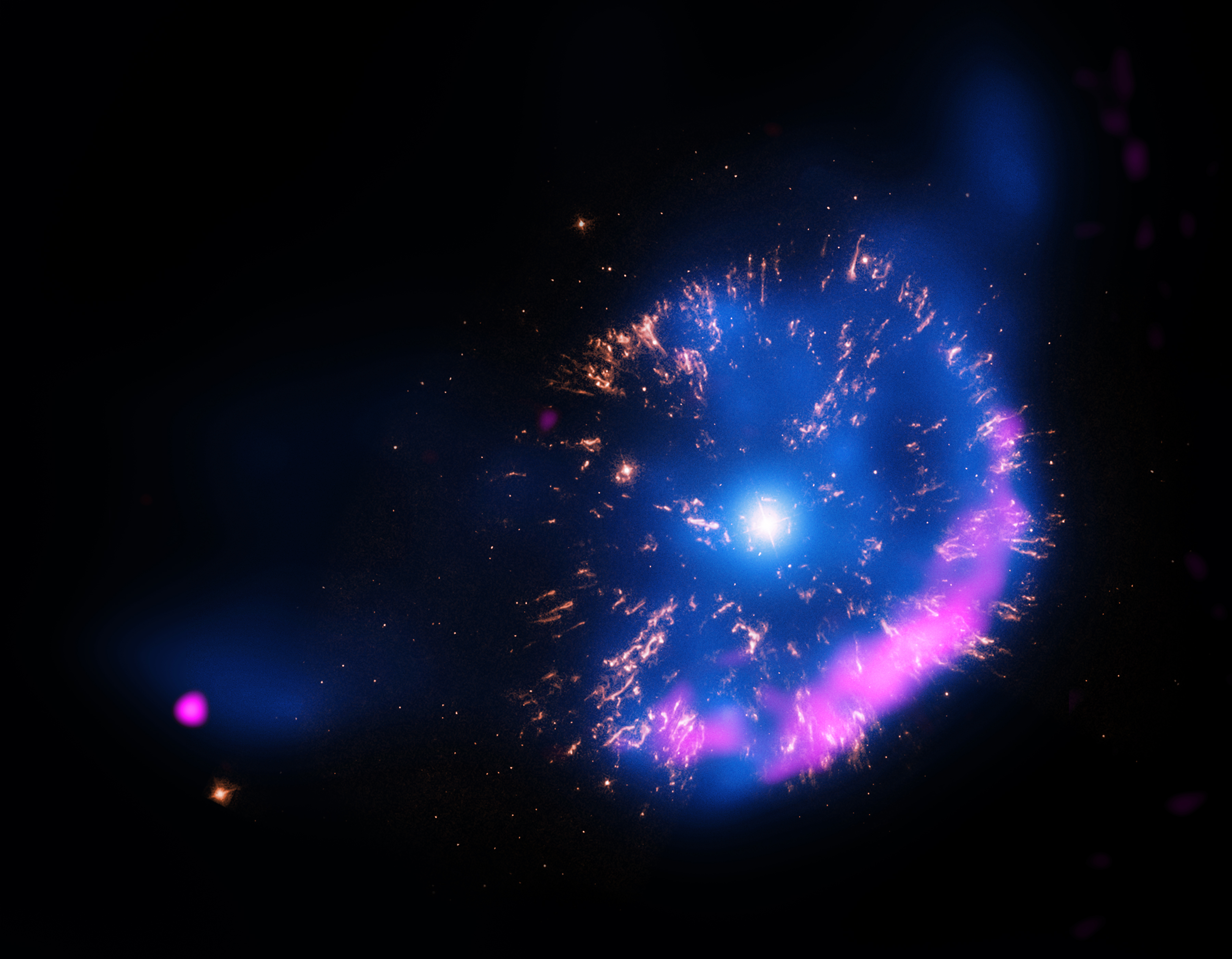
페르세우스자리 GK 잔해
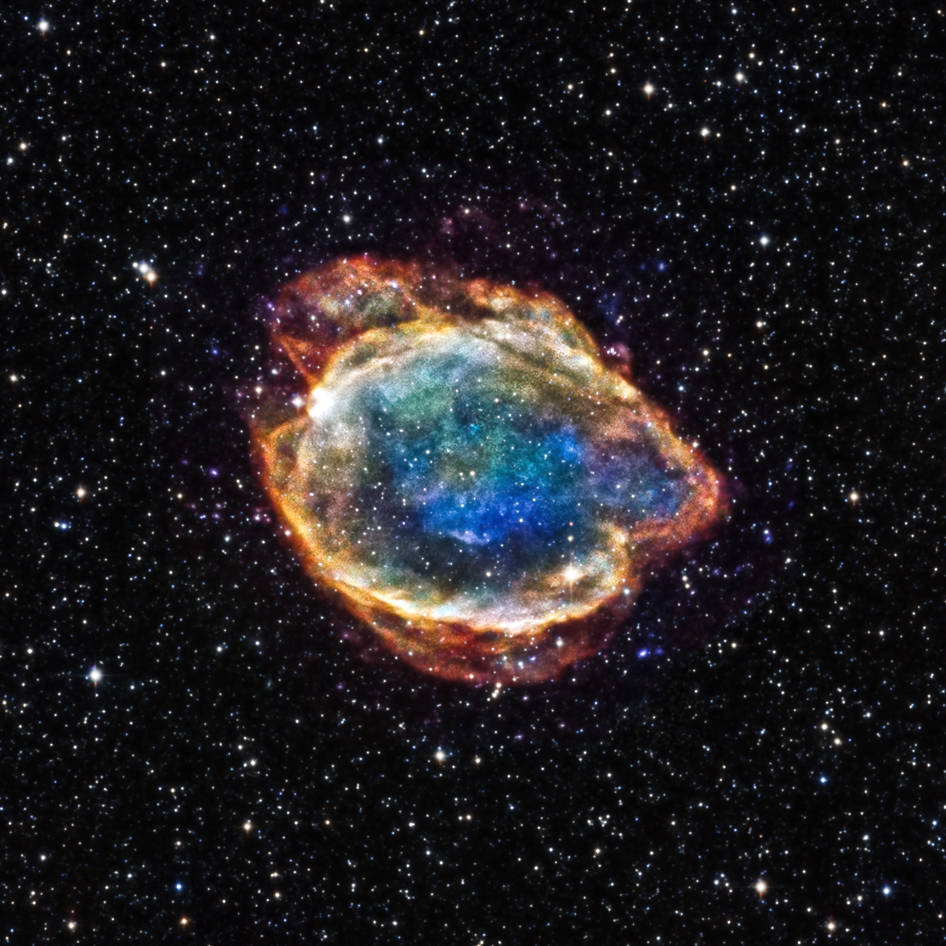
G299 잔해
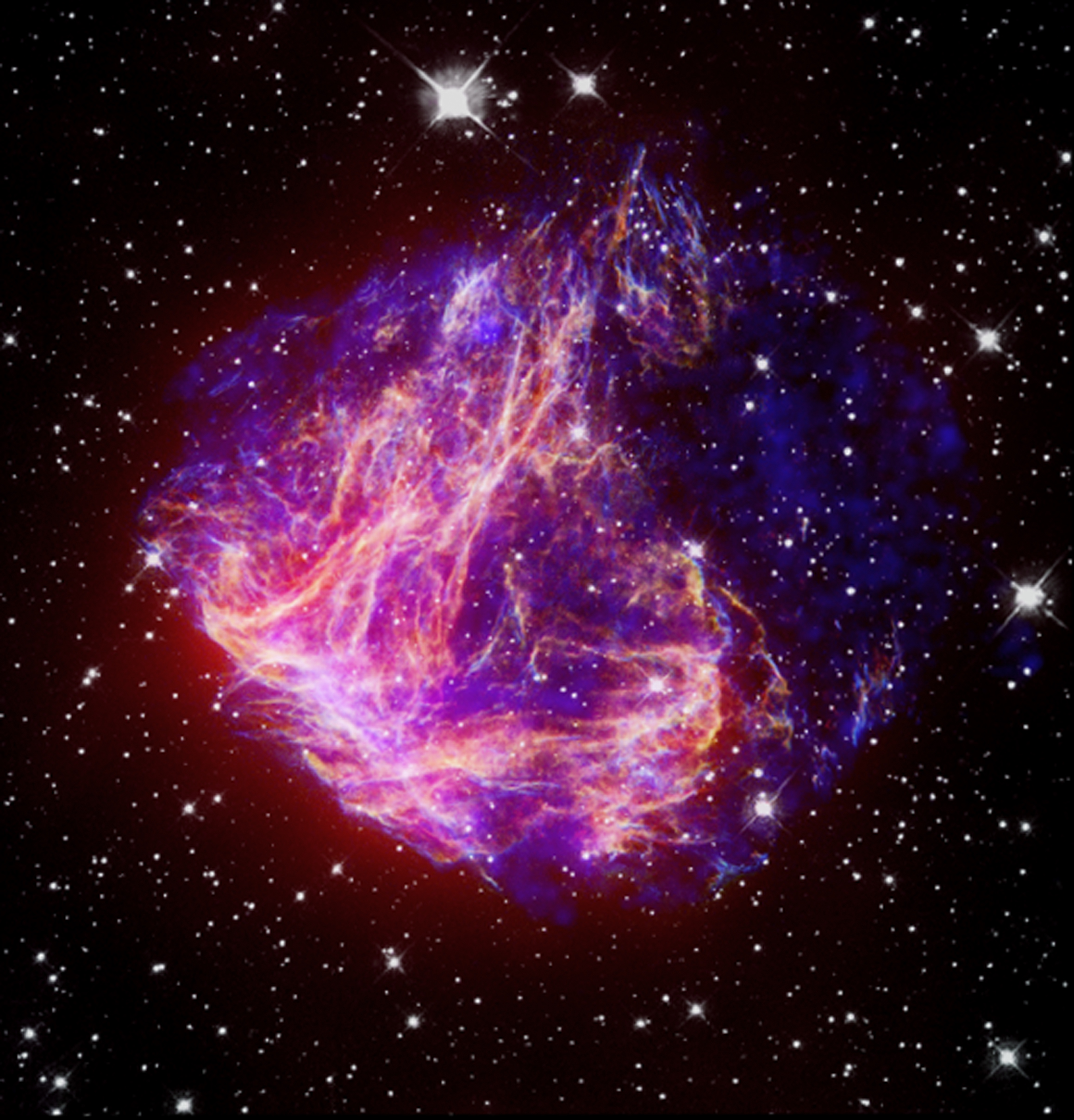
N49 잔해 (대마젤란운)
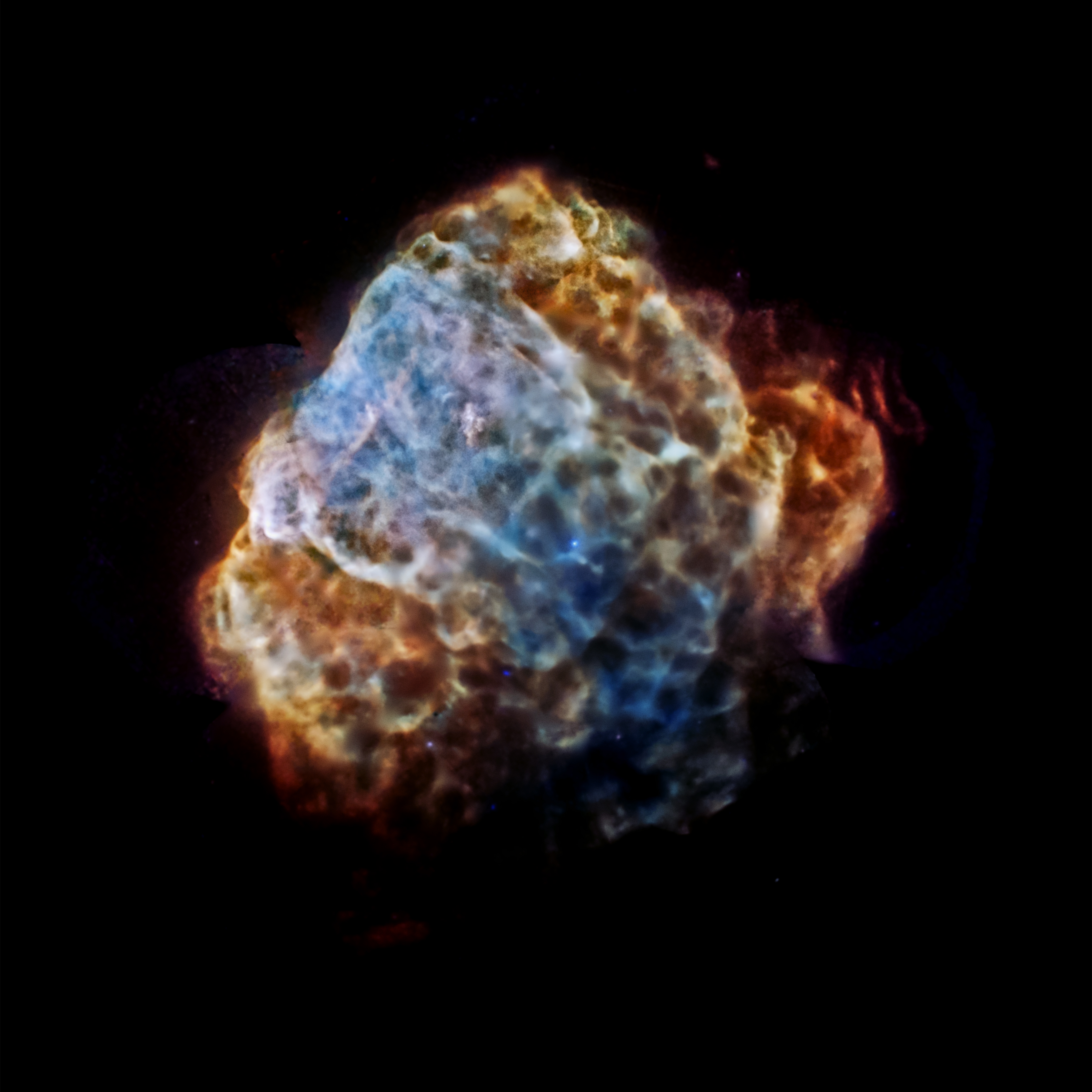
고물자리 A
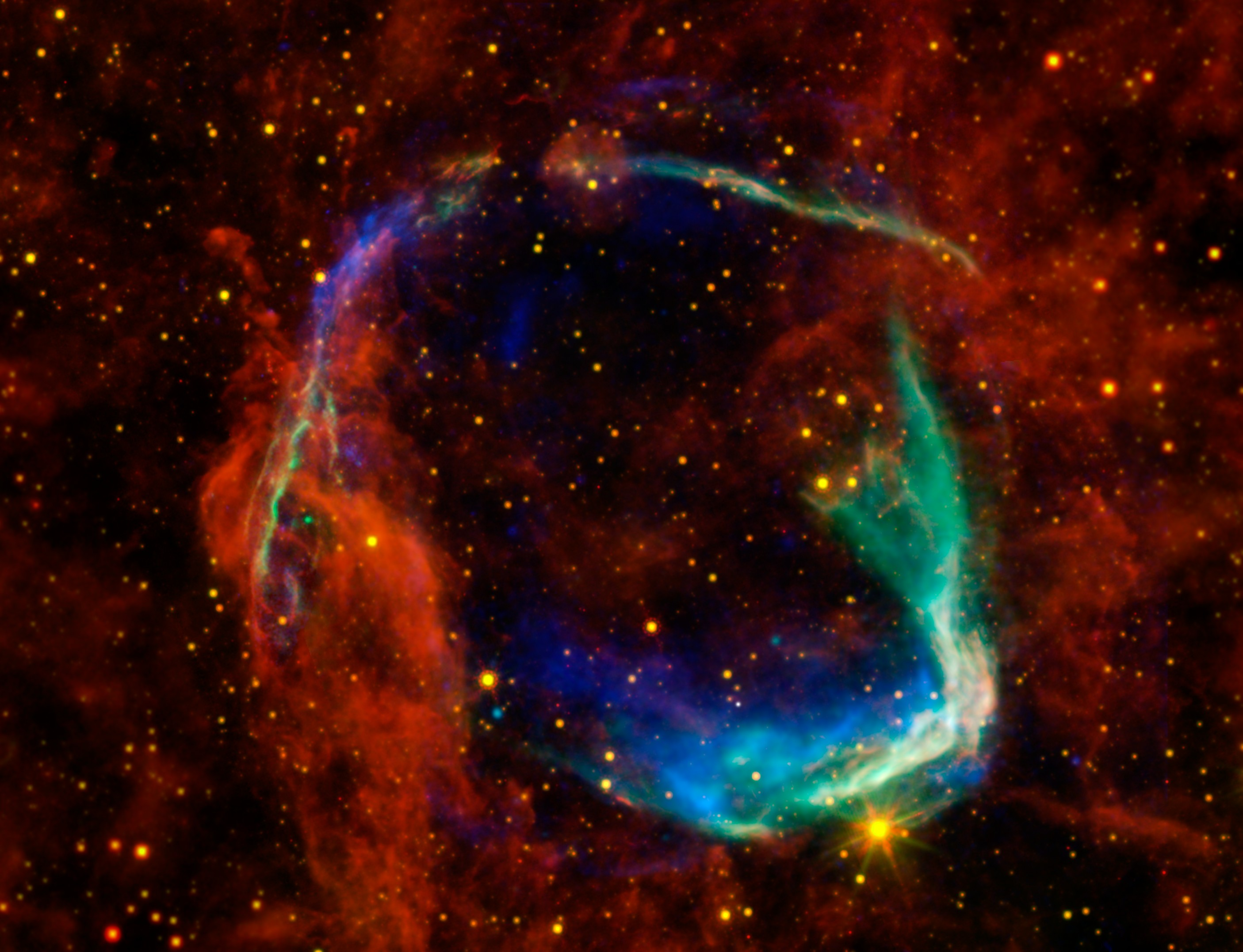
SN 185 잔해
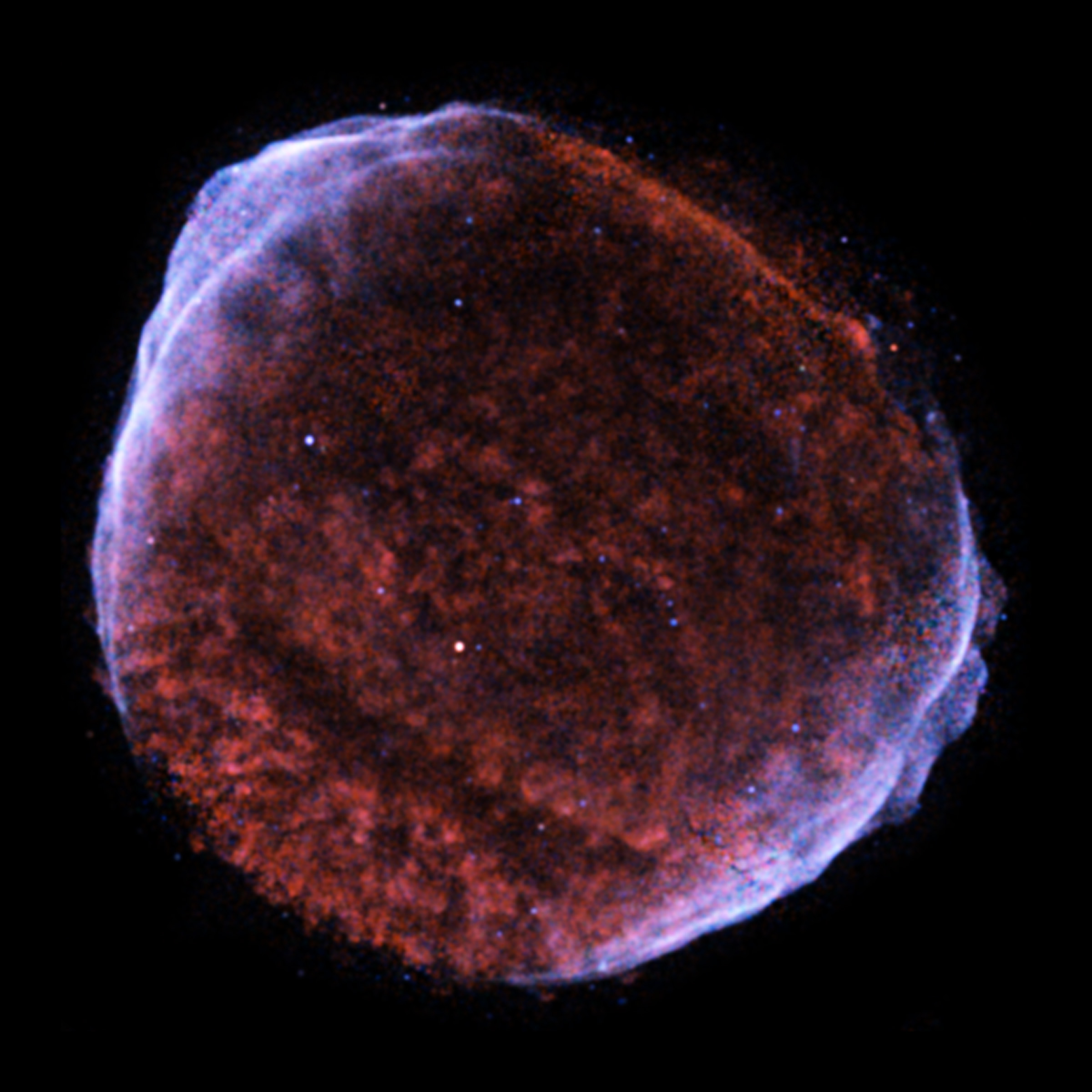
SN 1006 잔해
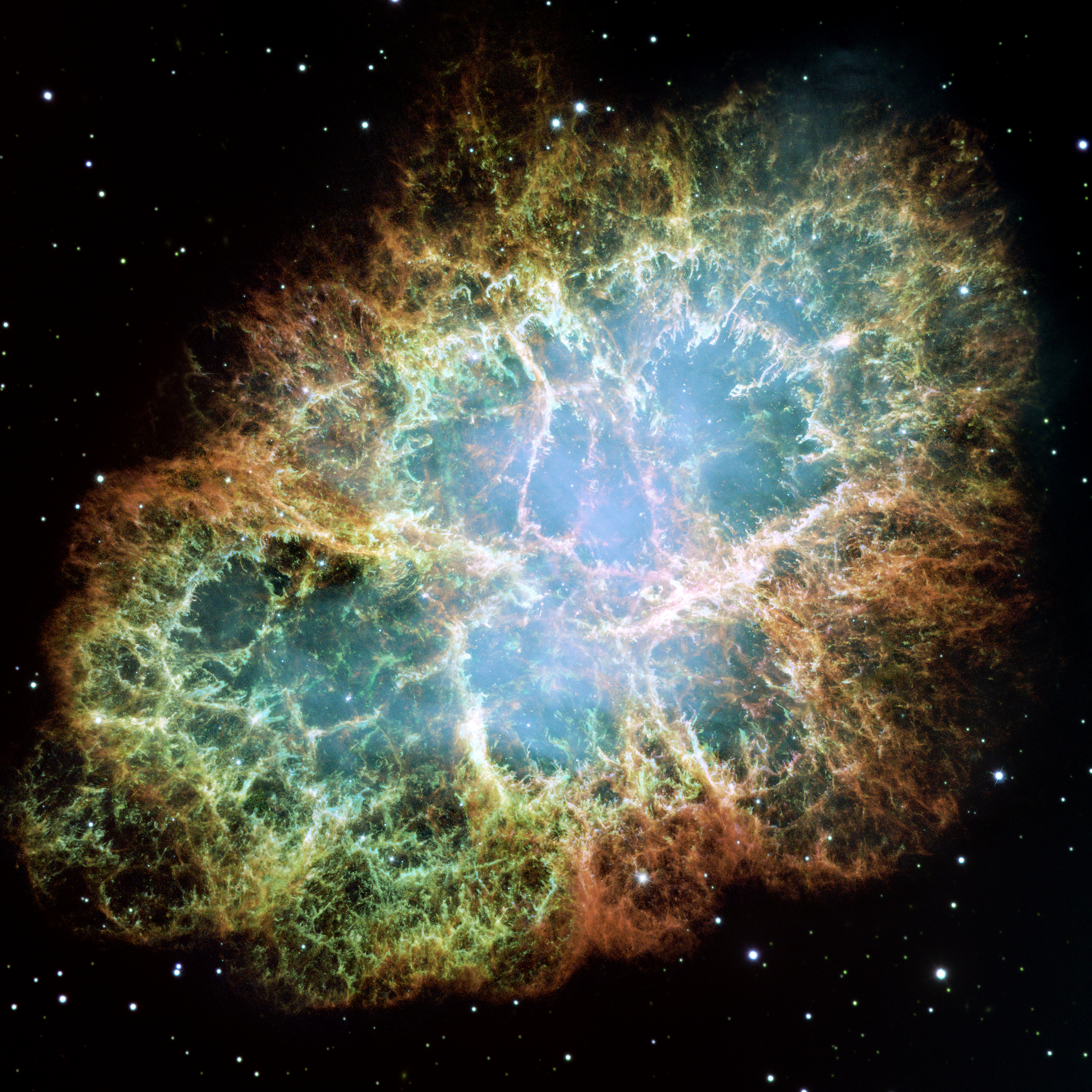
SN 1054 잔해 (게성운)
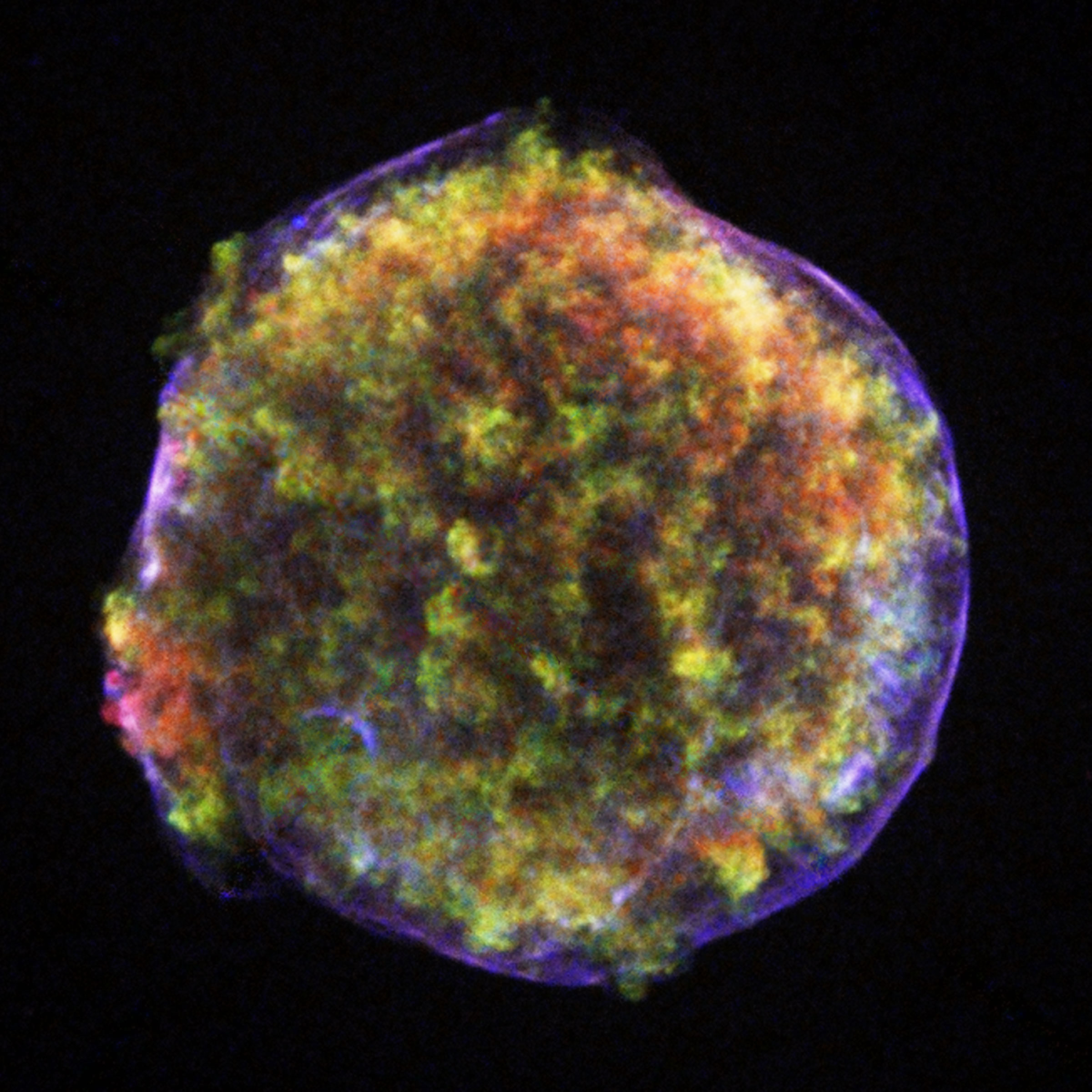
SN 1572 잔해 (튀코의 초신성)
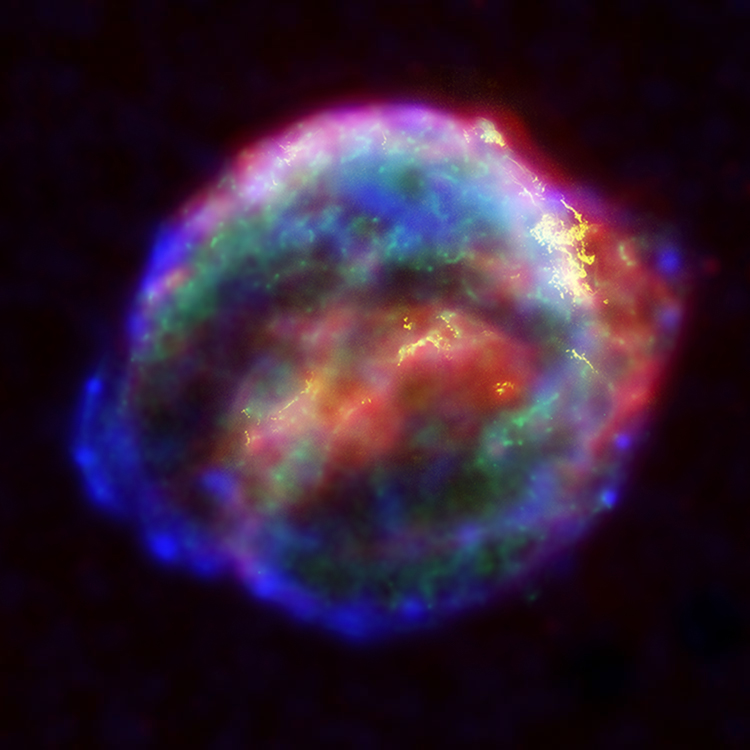
SN 1604 잔해 (케플러의 초신성)
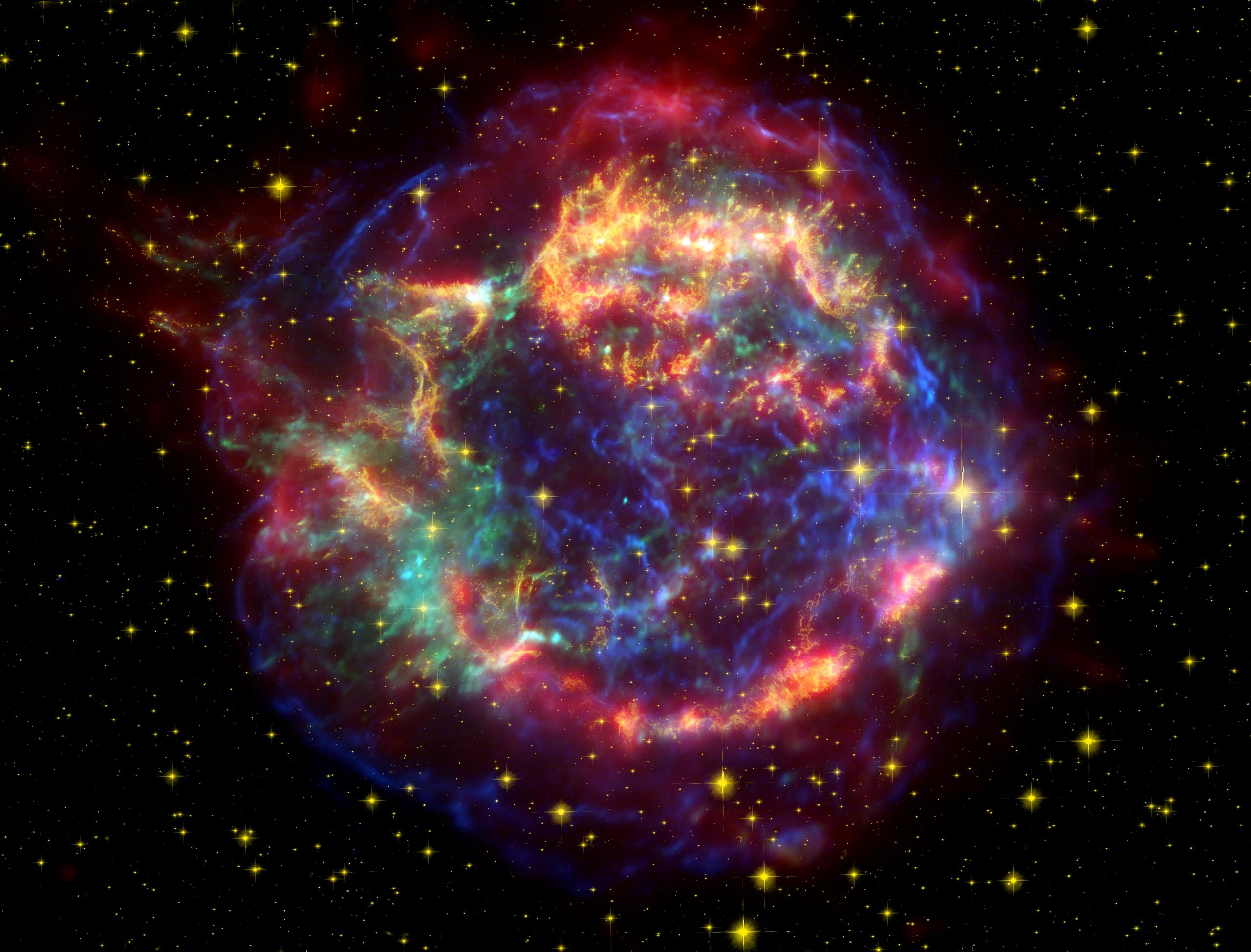
SN 1680 잔해 (카시오페이아자리 A)
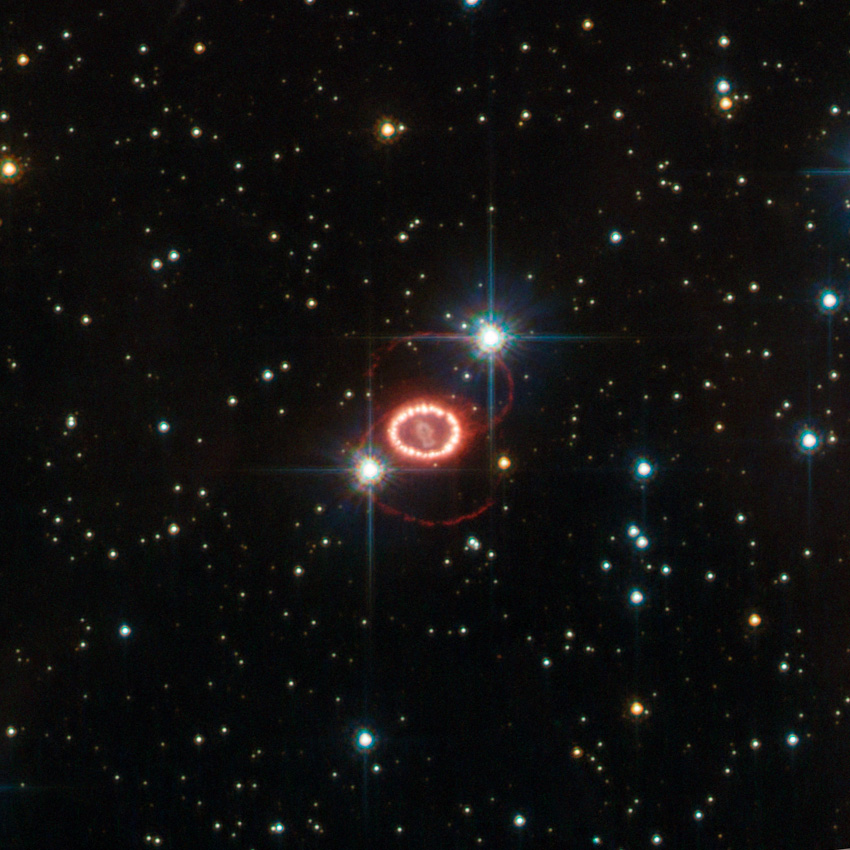
SN 1987A 잔해
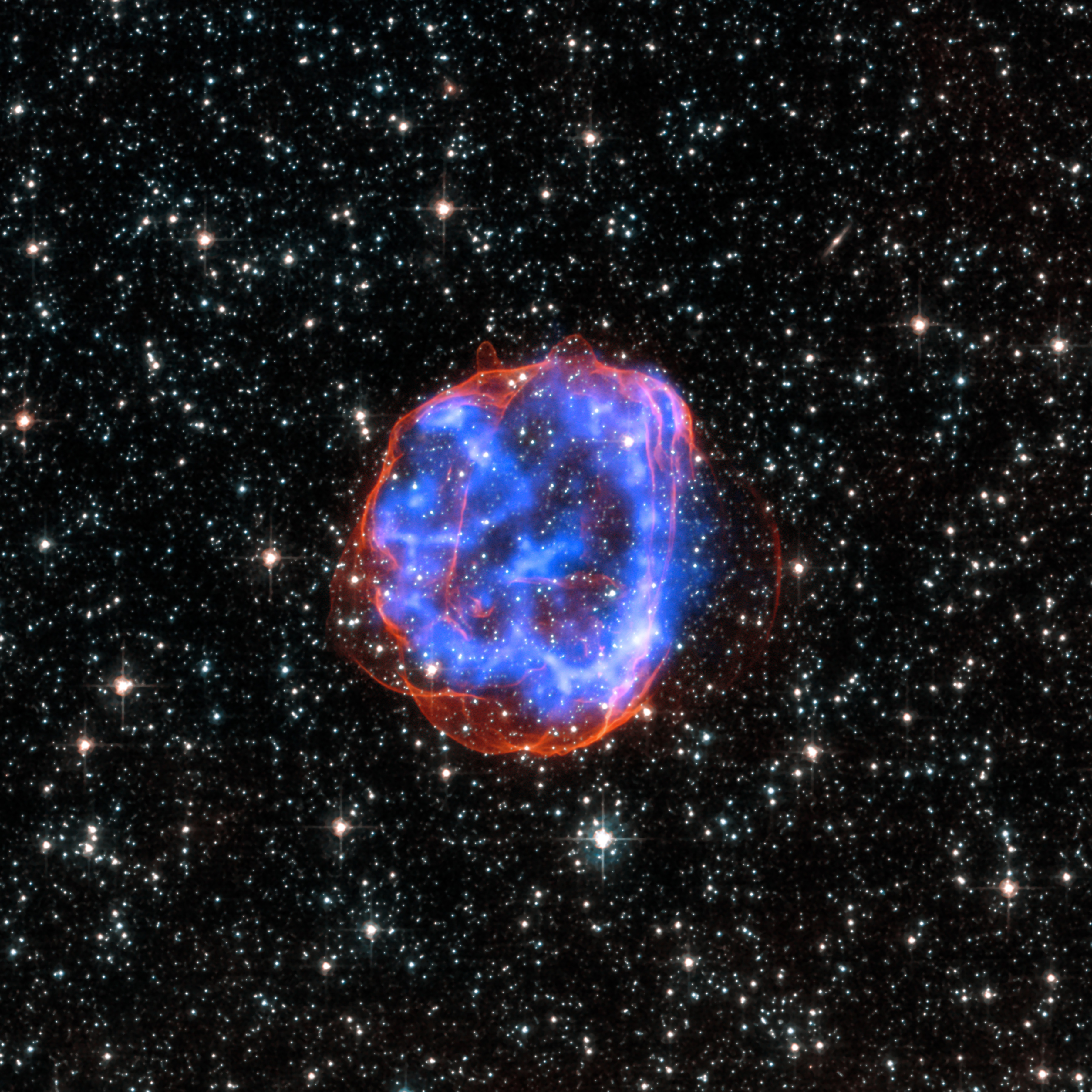
SNR 0519-69.0 잔해
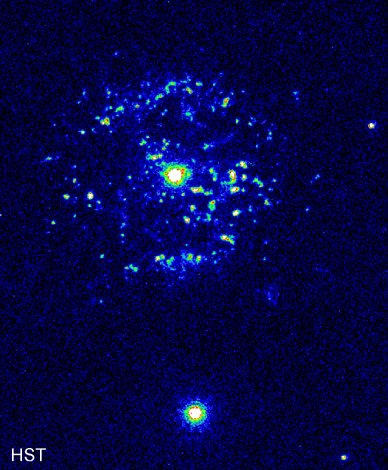
나침반자리 T 잔해

## 같이 보기
- 초신성 잔해 목록
- 국부 거품
- 신성 잔해
- 행성상 성운
- 초 거품